# Orthos
Orthos is een geslacht van vlinders van de familie dikkopjes (Hesperiidae), uit de onderfamilie Hesperiinae.

## Soorten
- O. gabina (Godman, 1908)
- O. lycortas (Godman, 1900)
- O. orthos (Godman, 1900)
- O. potesta (Bell, 1941)
- O. trinka Evans, 1955